# Jaderná elektrárna Jang-ťiang
Jaderná elektrárna Jang-ťiang (čínsky znaky tradiční 阳江核电站) je provozní jaderná elektrárna v Číně. Nachází se v provincii Kuang-Tung v městské prefektuře Jang-ťiang.

## Historie a technické informace

### Počátky
V roce 1991 byl Jang-ťiang poprvé zvažován jako místo pro jadernou elektrárnu se dvěma bloky o výkonu 600 MW. První kontakt byl navázán se společností Westinghouse, která měla zájem nabídnout projekt AP600. Westinghouse měl dodat technologii a nechat hlavní zařízení vyrobit společností Mitsubishi Heavy Industries v Japonsku, zatímco Čína měla dodat konvenční zařízení. Dohoda se však nikdy neuskutečnila.
V roce 1992 existovaly plány na výstavbu jaderné elektrárny o výkonu 2000 MW, přičemž lokalita Tchajšan byla vybrána jako záložní. Vláda si však byla vzhledem k ekonomickému boomu a rychle rostoucí poptávce po energii poměrně jistá, že oba projekty budou realizovány. V roce 1993 bylo rozhodnuto o výstavbě jaderné elektrárny Jang-ťiang, tehdy největší v Číně. Do roku 1994 bylo rozhodnuto o přidání čtyř reaktorů s celkovou kapacitou 4000 MW. Později byly plány na krátkou chvíli změněny na reaktory o výkonu 600 MW, ale do roku 1996 byl počet bloků opět zvýšen na šest s 1000 MW bloky.
Do roku 1998 bylo dosaženo dohody o reaktorech o výkonu 1000 MW. Elektrárna měla být postavena ve třech fázích. Každá fáze by vyžadovala výstavbu dvou reaktorů. Odborníci však negativně vnímali absenci časového harmonogramu výstavby a výstavba elektrárny byla proto považována za spornou. Očekávalo se, že výstavba začne v roce 1999, takže elektrárna mohla být s prvním reaktorem v provozu v roce 2005. Jang-ťiang byl nejambicióznějším projektem čínského jaderného programu. Od zrušení amerického obchodního embarga na jaderné komponenty v roce 1998 byl poprvé zvažován i americký model reaktoru.
V roce 2004 čínská vláda změnila své požadavky a vypsala mezinárodní výběrové řízení na první jaderné elektrárny třetí generace pro lokality Jang-ťiang a San-men. Do září 2004 se přihlásili čtyři výrobci, mezi kterými byla Areva s EPR, Westinghouse, který nabízel AP1000, Atomstrojexport s VVER-1000/466, alternativně VVER-1500/448 a KHNP s APR1400. Zatímco nabídky od Arevy a Westinghouse zahrnovaly modernější modely, nabídka Atomstrojexportu byla mnohem konkurenceschopnější. Atomstrojexport měl navíc výhodu v tom, že již měl uzavřenou smlouvu na výstavbu dvou bloků v lokalitě Tchienwan, což ho zvýhodňovalo. Rosatom se proto považoval za lídra v otázce zakázky v Jang-ťiangu, ale čínští a mezinárodní experti viděli větší šance pro Arevu a Westinghouse. Ačkoli KHNO nabídla moderní reaktor APR1400 a za posledních 10 let postavila celkem 10 reaktorů, společnost prozatím neobdržela exportní objenávky a stavěla pouze v domovině, proto šance na získání zakázky byla nízká. V prosinci 2006 získala společnost Westinghouse zakázku na výstavbu dvou reaktorů AP1000 v lokalitě Jang-ťiang a dvou reaktorů v lokalitě San-men. Celková hodnota zakázky činila 5,3 miliardy dolarů. Nabídka od Westinghouse ale byla na žádost NRC přesunuta do Chaj-jangu. V důsledku toho byla společnosti Areva nabídnuta možnost postavit v Jang-ťiangu dva reaktory. Smlouva na tuto výstavbu měla být podepsána v červenci 2007. Kvůli vážným problémům s výstavbou jaderné elektrárny v Olkiluotu a neshodám mezi smluvními stranami byl však projekt EPR odložen do Tchajšanu. V důsledku toho se Jang-ťiang vrátil k projektu šesti čínských reaktorů , protože je bylo možné realizovat rychleji a byly zohledněny energetické požadavky elektrárny na tomto místě. V roce 2008 byla elektrárna potvrzena a schválena Státní radou jako dosud největší projekt jaderné elektrárny. Přípravné práce začaly ve stejném roce.
Původně bylo plánováno postavit šest bloků CPR-1000, ale ještě v roce 2006 bylo rozhodnuto bloky 5 a 6 nahradit nástupným modelem ACPR-1000.
V květnu roku 2022 bylo oznámeno, že během 14. pětiletého plánu (2020 až 2025) začne předběžný výzkum výstavby sedmého a osmého bloku jaderné elektrárny. Původně se s touto možností počítalo již v době plánování elektrárny jako rezervní kapacita a měly být vybudovány bloky CPR-1000, ale nové plánování naznačuje výstavbu dvou reaktorů Hualong One.

### Výstavba
Výstavba prvního reaktoru začala 16. prosince 2008, druhého bloku 4. června 2009. V červenci 2010 hongkongská energetická společnost China Light and Power oznámila, že získá 17procentní podíl v elektrárně. Výstavba třetího bloku začala 15. listopadu 2010 a čtvrtého 17. listopadu 2012. Dne 18. února 2013 byla instalována tlaková nádoba reaktoru ve druhém bloku. Podle plánu měla být instalace tří parogenerátorů dokončena do 15. března. Výstavba pátého bloku začala 18. září 2013, šestý následoval 23. prosince 2013. Společnost China Techenergy byla o několik dní později pověřena dodávkou systému ochrany reaktoru a také dodávkou tohoto systému pro identický 6. blok.

### Uvedení do provozu
V říjnu 2013 byl reaktor prvního bloku naložen jaderným palivem. Dne 31. prosince 2013 byl první blok poprvé synchronizován s elektrickou sítí a do komerčního provozu byl uveden 27. března 2014. Dne 10. března byl druhý blok oficiálně synchronizován s elektrickou sítí a do provozu přešel 5. června 2015. Dne 18. října 2015 byl třetí blok poprvé synchronizován se sítí a do komerčního provozu vstoupil 1. ledna 2016. Čtvrtý blok následoval připojením do sítě 8. ledna 2017 a provozem 15. března 2017. Pátý a šestý blok byly připojeny k síti 23. května 2018 a 29. června 2019. ro provozu přešly 12. července a 24. července 2019.

## Informace o reaktorech
| Reaktor      | Typ reaktoru | Výkon   | Výkon   | Zahájení výstavby                    | Připojení k síti                     | Uvedení do provozu                   | Uzavření |
| Reaktor      | Typ reaktoru | Čistý   | Hrubý   | Zahájení výstavby                    | Připojení k síti                     | Uvedení do provozu                   | Uzavření |
| ------------ | ------------ | ------- | ------- | ------------------------------------ | ------------------------------------ | ------------------------------------ | -------- |
| Jang-ťiang-1 | CPR-1000     | 1000 MW | 1086 MW | 16. 12. 2008                         | 31. 12. 2013                         | 25. 3. 2014                          |          |
| Jang-ťiang-2 | CPR-1000     | 1000 MW | 1086 MW | 4. 6. 2009                           | 10. 3. 2015                          | 5. 6. 2015                           |          |
| Jang-ťiang-3 | CPR-1000+    | 1000 MW | 1086 MW | 15. 11. 2010                         | 18. 10. 2015                         | 1. 1. 2016                           |          |
| Jang-ťiang-4 | CPR-1000+    | 1000 MW | 1086 MW | 17. 11. 2012                         | 8. 1. 2017                           | 15. 3. 2017                          |          |
| Jang-ťiang-5 | ACPR-1000    | 1000 MW | 1086 MW | 18. 9. 2013                          | 23. 5. 2018                          | 12. 7. 2018                          |          |
| Jang-ťiang-6 | ACPR-1000    | 1000 MW | 1086 MW | 23. 12. 2013                         | 29. 6. 2019                          | 24. 7. 2019                          |          |
| Jang-ťiang-7 | Hualong One  |         |         | Předběžný výzkum během 14. pětiletky | Předběžný výzkum během 14. pětiletky | Předběžný výzkum během 14. pětiletky |          |
| Jang-ťiang-8 | Hualong One  |         |         | Předběžný výzkum během 14. pětiletky | Předběžný výzkum během 14. pětiletky | Předběžný výzkum během 14. pětiletky |          |